# Асадулаев, Аликпер
Аликпер Асадулаев (1915 год, Асхабад, Закаспийская область, Российская империя — дата смерти неизвестна) — колхозник, комбайнёр Баянской МТС Пресновского района Северо-Казахстанской области, Казахская ССР. Герой Социалистического Труда (1952).

## Биография
Родился в 1915 году в Асхабаде Закаспийской области.
С 1930 по 1939 года работал водителем в Ашхабаде. В 1939 году переехал в село Баян, где стал трудиться шофёром на Баянской МТС Пресновского района. С 1940 года трудился комбайнёром.
Ежегодно добивался высоких трудовых показателей. В июле 1950 года за выдающиеся трудовые достижения был награждён Орденом Ленина. В 1951 году за 35 дней намолотил 8132 центнеров зерновых. Указом Президиума Верховного Совета СССР от 28 июня 1952 года «за достижение высоких показателей на уборке и обмолоте зерновых культур в 1951 году» удостоен звания Героя Социалистического Труда с вручением ордена Ленина и золотой медали «Серп и Молот».
Этим же указом был награждён работавший на Баянской МТС Иван Карпович Колмыков.
В 1956 году бригада, в которой трудился Аликпер Асадулаев, получила урожай зерновых в среднем по 14,7 центнеров зерновых с каждого гектара на участке площадью 2654 гектаров и намолотила около 35200 центнеров зерновых и сдала государству 150 тысяч пудов зерновых. За этот трудовой подвиг был награждён в январе 1957 года третьим Орденом Ленина.
В 1970 году возвратился в Ашхабад. Дата смерти неизвестна.
Награды
- Герой Социалистического Труда
- Орден Ленина — трижды (19.07.1951; 28.06.1952; 11.01.1957)